# Comuna de Kościerzyna
Kościerzyna (polaco: Gmina Kościerzyna) é uma gminy (comuna) na Polónia, na voivodia de Pomerânia e no condado de Kościerski. A sede do condado é a cidade de Kościerzyna.
De acordo com os censos de 2004, a comuna tem 12 957 habitantes, com uma densidade 41,8 hab/km².

## Área
Estende-se por uma área de 310,15 km², incluindo:
- área agricola: 38%
- área florestal: 46%

## Demografia
Dados de 30 de Junho 2004:
|                      | Total   | Total | Mulheres | Mulheres | Homens  | Homens |
| -------------------- | ------- | ----- | -------- | -------- | ------- | ------ |
|                      | pessoas | %     | pessoas  | %        | pessoas | %      |
| População            | 12 957  | 100   | 6399     | 49,4     | 6558    | 50,6   |
| Densidade (pop./km²) | 41,8    | 100   | 20,6     | 20,6     | 21,1    | 21,1   |

De acordo com dados de 2005, o rendimento médio per capita ascendia a 1948,39 zł.

## Comunas vizinhas
- Dziemiany, Karsin, Kościerzyna, Liniewo, Lipusz, Nowa Karczma, Somonino, Stara Kiszewa, Stężyca, Sulęczyno